# Terrorangrebet i Kaspijsk
Terrorangrebet i Kaspijsk foregik den 9. maj 2002 da en landmine blev bragt til sprængning under en militærparade for fejringen af 57-året for den sovjetiske sejr under 2. verdenskrig i den lille by Kaspijsk i den sydrussiske republik Dagestan.
De første tal for ofre gik på 34 døde, inklusiv 12 børn og mindst 19 soldater, og mere end 150 sårede. Senere tal reviderede det op til 43 dræbte og mere end 130 sårede soldater og civile tilskuere.
Det antages at tjetjenske terrorister stod bag angrebet, muligvis var det et hævnangreb som svar på drabet på Ibn al-Khattab i marts 2002, men ingen gruppe har påtaget sig ansvaret. Den eller de direkte ansvarlige er aldrig blevet offentligt identificeret eller pågrebet. I dagene og ugerne efter angrebet blev der lavet en række anholdelser i Tjetjenien, men det vides ikke om der var en sammenhæng. To personer "Murad Abdurazakov" og "Abdulkhalim Abdulkarimov" der havde været anklaget for angrebet blev endeligt frifundet af den russiske højesteret i juli 2006 – om end de blev dømt skyldig i en lang række andre forbrydelser, inkl. mord, og idømt lange fængselsstraffe. Nogle peger på en person ved navn "Dzhamal Turulaev".